# Futbol Club Santa Coloma 2012-2013
Questa voce raccoglie le informazioni riguardanti il Futbol Club Santa Coloma nelle competizioni ufficiali della stagione 2012-2013.

## Stagione
Nella stagione 2012-2013 l'FC Santa Coloma ha disputato la Primera Divisió, massima serie del campionato andorrano di calcio, terminando la stagione al secondo posto con 39 punti conquistati in 20 giornate, frutto di 10 vittorie, 9 pareggi e 1 sconfitta. Grazie a questo piazzamento si è qualificato al primo turno preliminare della UEFA Europa League 2013-2014. In apertura di stagione ha perso la Supercopa andorrana, perdendo contro il Lusitans per 2-1. Nella Copa Constitució l'FC Santa Coloma è sceso in campo dai quarti di finale, raggiungendo le semifinali dove è stato eliminato dall'UE Santa Coloma. Nella UEFA Europa League l'FC Santa Coloma è stato subito eliminato al primo turno preliminare dai croati dell'Osijek.

## Rosa
| N. |                       | Ruolo | Calciatore       |
| -- | --------------------- | ----- | ---------------- |
| 1  | Spagna (bandiera)     | P     | Eloy Casals      |
| 2  | Andorra (bandiera)    | D     | Felipe Gonçalves |
| 3  | Andorra (bandiera)    | D     | Oriol Fité       |
| 4  | Andorra (bandiera)    | C     | Oscar Sonejee    |
| 5  | Andorra (bandiera)    | C     | Marc Rebés       |
| 6  | Andorra (bandiera)    | C     | Cristopher Pousa |
| 7  | Portogallo (bandiera) | A     | Renato Mota      |
| 8  | Andorra (bandiera)    | C     | Genís García     |
| 9  | Argentina (bandiera)  | A     | Norberto Urbani  |
| 10 | Andorra (bandiera)    | A     | Juli Sánchez     |
| 11 | Andorra (bandiera)    | C     | Manolo Jiménez   |
| 12 | Cile (bandiera)       | P     | Guillermo Burgos |

| N. |                       | Ruolo | Calciatore       |
| -- | --------------------- | ----- | ---------------- |
| 13 | Andorra (bandiera)    | D     | David Ribolleda  |
| 14 | Spagna (bandiera)     | A     | Albert Mercadé   |
| 15 | Portogallo (bandiera) | C     | Antonio Marinho  |
| 16 | Andorra (bandiera)    | D     | Alex Rodríguez   |
| 17 | Andorra (bandiera)    | C     | Samir Bousenine  |
| 19 | Andorra (bandiera)    | D     | Gilbert Sánchez  |
| 21 | Andorra (bandiera)    | D     | Javi Sánchez     |
| 22 | Andorra (bandiera)    | D     | Txema            |
| 23 | Argentina (bandiera)  | C     | Diego Abdian     |
| 24 | Andorra (bandiera)    | D     | Tarun Tublani    |
| 26 | Argentina (bandiera)  | A     | Alejandro Romero |
|    | Andorra (bandiera)    | D     | Joao Jourdan     |

## Risultati

### Supercopa andorrana
| Aixovall 11 settembre 2012 | Lusitans | 2 – 1 | FC Santa Coloma | Estadi Comunal d'Aixovall |

### UEFA Europa League

#### Primo turno preliminare
| Arbitro: | Sergejus Slyva |

|  |           |               |
|  | Marcatori | 77’ Miličević |

| Arbitro: | Vasilis Dimitriou |

|                                      |           |               |
| Kvržić 28’ Perošević 56’ Jugović 70’ | Marcatori | 81’ Bousenine |

## Statistiche

### Statistiche di squadra
| Competizione        | Punti | In casa | In casa | In casa | In casa | In casa | In casa | In trasferta | In trasferta | In trasferta | In trasferta | In trasferta | In trasferta | Totale | Totale | Totale | Totale | Totale | Totale | DR  |
| Competizione        | Punti | G       | V       | N       | P       | Gf      | Gs      | G            | V            | N            | P            | Gf           | Gs           | G      | V      | N      | P      | Gf     | Gs     | DR  |
| ------------------- | ----- | ------- | ------- | ------- | ------- | ------- | ------- | ------------ | ------------ | ------------ | ------------ | ------------ | ------------ | ------ | ------ | ------ | ------ | ------ | ------ | --- |
| Primera Divisió     | 39    | 10      | 5       | 5       | 0       | 14      | 7       | 10           | 5            | 4            | 1            | 17           | 9            | 20     | 10     | 9      | 1      | 31     | 16     | +15 |
| Copa Constitució    | -     | 2       | 1       | 0       | 1       | 3       | 3       | 2            | 0            | 0            | 2            | 0            | 4            | 4      | 1      | 0      | 3      | 3      | 7      | -4  |
| Supercopa andorrana | -     | -       | -       | -       | -       | -       | -       | -            | -            | -            | -            | -            | -            | 1      | 0      | 0      | 1      | 1      | 2      | -1  |
| UEFA Europa League  | -     | 1       | 0       | 0       | 1       | 0       | 1       | 1            | 0            | 0            | 1            | 1            | 3            | 2      | 0      | 0      | 2      | 1      | 4      | -3  |
| Totale              | -     | 13      | 6       | 5       | 2       | 17      | 11      | 13           | 5            | 4            | 4            | 18           | 16           | 27     | 11     | 9      | 7      | 36     | 29     | +7  |